# ایلیجا (شاوشات)
ایلیجا (به ترکی استانبولی: Ilıca) یک منطقهٔ مسکونی در ترکیه است که در شاوشات واقع شده‌است. ایلیجا ۲۳۶ نفر جمعیت دارد.